# Шэньсянь
Шэнься́нь (кит. упр. 莘县, пиньинь Shēn xiàn) — уезд городского округа Ляочэн провинции Шаньдун (КНР).

## История
При империи Поздняя Ци в этих местах был создал уезд Лэпин (乐平县). В северной части уезда имелся город Шэньтин (莘亭城), и при империи Поздняя Чжоу уезд был переименован в Шэньтин (莘亭县). При империи Суй в 586 году название уезда было изменено на Янпин (阳平县), а два года спустя — на Цинъи (清邑县). В 606 году уезд был переименован в Шэнь.
В 1949 году уезд вошёл в состав Специального района Ляочэн (聊城专区) новообразованной провинции Пинъюань. В 1952 году провинция Пинъюань была расформирована, и Специальный район Ляочэн был передан в состав провинции Шаньдун. В 1958 году уезд был расформирован, а его территория — разделена между уездами Гуаньсянь и Фаньсянь.
В 1961 году уезд был воссоздан, а в 1964 году к нему была даже присоединена часть уезда Фаньсянь. В 1967 году Специальный район Ляочэн был переименован в Округ Ляочэн (聊城地区).
Постановлением Госсовета КНР от 29 августа 1997 года были расформированы округ Ляочэн и городской уезд Ляочэн, а вместо них образован Городской округ Ляочэн.

## Административное деление
Уезд делится на 4 уличных комитета, 19 посёлков и 1 волость.